# Wahl zur Schura in Ägypten 2012

Sitzverteilung:
FGP (Demokratische Allianz), 105 Sitze
Partei des Lichts (Islamischer Block), 45 Sitze
Neue Wafd-Partei, 14 Sitze
Ägyptischer Block, 8 Sitze
Freiheitspartei, 3 Sitze
Partei des demokratischen Friedens, 1 Sitz
Unabhängige, 4 Sitze
durch den Präsidenten Ernannte, 90 Sitze

Die Wahl zum Schura-Rat in Ägypten 2012 fand vom 29. Januar bis zum 22. Februar 2012 statt.
Bei der ersten Runde stimmten 3.543.972 Menschen ab (12 %?); bei der zweiten Runde 2.606.126 (knapp 9 %?).
Es war die erste freie Wahl dieses Gremiums überhaupt. Ägypten hatte damals ein Zweikammersystem mit Schura-Rat (arabisch Madschlis asch-Schura) als Oberhaus und Volksversammlung als Unterhaus. Zuletzt hatten Schura-Rats-Wahlen im Juni 2007 und im Juni 2010 stattgefunden.
Die liberale Partei der Freien Ägypter kündigte an, die Wahlen für den Schura-Rat zu boykottieren aus Protest gegen schwerwiegende Unregelmäßigkeiten während der vorherigen Unterhauswahl 2011/12 und gegen den stark von religiösen Themen geprägten Wahlkampf.

## Wahlprozess
Die Wahl zum Schura-Rat wurde in zwei Runden abgehalten:
- Die erste Runde am 29. und 30. Januar 2012 mit einer Stichwahl am 5. und 6. Februar;
- Die zweite Runde am 14. und 15. Februar mit einer Stichwahl am 21. und 22. Februar.

Von insgesamt 270 Sitzen im Schura-Rat wurden 180 durch die Wahl besetzt und 90 wurden nach der Präsidentschaftswahl durch den gewählten Präsidenten ernannt. Ursprünglich war geplant, den Schura-Rat in drei Runden wählen zu lassen (wobei die dritte Wahlrunde am 4. bis zum 5. März stattfinden würde und die Stichwahlen am 11. bis zum 12. März), aber im Frühjahr 2012 wurde der Wahlprozess beschleunigt, um die Übergangsperiode zu verkürzen.

## Ergebnisse

### Erste Runde
Endergebnis der ersten Runde der Wahlen:
| Partei | Partei                              | Ideologie                      | Stimmen absolut | Stimmanteil | Sitze (VW) | Sitze (MW) | Sitze gesamt | Sitzanteil |
| ------ | ----------------------------------- | ------------------------------ | --------------- | ----------- | ---------- | ---------- | ------------ | ---------- |
|        | Freiheits- und Gerechtigkeitspartei | Partei der Muslimbruderschaft  | 1.577.054       | 45 %        | 28         | 25         | 53           | 59 %       |
|        | Partei des Lichts                   | salafistische Islamisten       | 1.007.338       | 28 %        | 18         | 1          | 19           | 21 %       |
|        | Neue Wafd-Partei                    | Nationalliberalismus           | 304.933         | 9 %         | 6          | 0          | 6            | 7 %        |
|        | Ägyptischer Block                   | Liberalismus, Sozialdemokratie | 227.437         | 6 %         | 5          | 0          | 5            | 6 %        |
|        | Freiheitspartei                     | Frühere NDP-Mitglieder         | 38.750          | 1 %         | 2          | 0          | 2            | 2 %        |
|        | Partei des demokratischen Friedens  |                                | 43.786          | 1 %         | 1          | 0          | 1            | 1 %        |
|        | Andere                              | ----                           |                 | 10 %        | 0          | 4          | 4            | 4 %        |
| Gesamt | Gesamt                              |                                | 3.543.972       | 100 %       | 60         | 30         | 90           | 100 %      |

Quelle:

### Zweite Runde
Endergebnis der zweiten Runde der Wahlen:
| Partei | Partei                              | Ideologie                      | Stimmen absolut | Stimmanteil | Sitze (VW) | Sitze (MW) | Sitze gesamt | Sitzanteil |
| ------ | ----------------------------------- | ------------------------------ | --------------- | ----------- | ---------- | ---------- | ------------ | ---------- |
|        | Freiheits- und Gerechtigkeitspartei | Partei der Muslimbruderschaft  | 1.317.868       | 45,70 %     | 28         | 24         | 52           | 58 %       |
|        | Partei des Lichts                   | salafistische Islamisten       | 832.676         | 28,88 %     | 20         | 6          | 26           | 29 %       |
|        | Neue Wafd-Partei                    | Nationalliberalismus           | 238.484         | 8,27 %      | 8          | 0          | 8            | 9 %        |
|        | Ägyptischer Block                   | Liberalismus, Sozialdemokratie | 121.520         | 4,21 %      | 3          | 0          | 3            | 3 %        |
|        | Freiheitspartei                     | Frühere NDP-Mitglieder         | 46.186          | 1,60 %      | 1          | 0          | 1            | 1 %        |
| Gesamt | Gesamt                              |                                | 2.606.126       | 100 %       | 60         | 30         | 90           | 100 %      |

### Gesamtergebnis
| Partei                        | Partei                              | Ideologie                      | Stimmen absolut | Stimmanteil | Sitze (VW) | Sitze (MW) | Sitze gesamt | Sitzanteil |
| ----------------------------- | ----------------------------------- | ------------------------------ | --------------- | ----------- | ---------- | ---------- | ------------ | ---------- |
|                               | Freiheits- und Gerechtigkeitspartei | Partei der Muslimbruderschaft  | 2.894.922       | 45 %        | 56         | 49         | 105          | 58 %       |
|                               | Partei des Lichts                   | salafistische Islamisten       | 1.840.014       | 29 %        | 38         | 7          | 45           | 25 %       |
|                               | Neue Wafd-Partei                    | Nationalliberalismus           | 543.417         | 8 %         | 14         | 0          | 14           | 8 %        |
|                               | Ägyptischer Block                   | Liberalismus, Sozialdemokratie | 348.957         | 5 %         | 8          | 0          | 8            | 4 %        |
|                               | Freiheitspartei                     | Frühere NDP-Mitglieder         | 84.936          | 1 %         | 3          | 0          | 3            | 2 %        |
|                               | Partei des demokratischen Friedens  |                                | 95.273          | 2 %         | 1          | 0          | 1            | 1 %        |
|                               | Unabhängige                         | ----                           | 620.147         | 10 %        | 0          | 4          | 4            | 2 %        |
| Gesamt (gewählte Abgeordnete) | Gesamt (gewählte Abgeordnete)       |                                | 6.427.666       | 100 %       | 120        | 60         | 180          | 100 %      |
| Vom Präsidenten ernannt       | Vom Präsidenten ernannt             | ----                           | --              | --          | --         | --         | 90           | --         |